# Арман Лор'єнте
Арман Лор'єнте (фр. Armand Laurienté; нар. 4 грудня 1998, Гонесс) — французький футболіст, нападник італійського клубу «Сассуоло».

## Ігрова кар'єра
Арман Лор'єнте народився 1998 року в місті Гонесс. Виступав за юнацькі команди футбольних клубів «Россі-ен-Франс», «Саркелле», «Ред Стар» та «Ренн». 
23 липня 2018 року Лор'єнте підписав свій перший професійний контракт з командою «Ренн» і одразу відправився на правах оренди до «Орлеану». 27 липня 2018 року він дебютував на професійному рівні в матчі проти «Лансу». Згодом також на правах оренди перйешов до клубу «Лор'ян», а у січні 2019 повернувся до «Ренну».
У наступному сезоні приєднався до «Лор'яна», як повноцінний гравець команди.
31 серпня 2022 року Арман підписав контракт із італійським клубом «Сассуоло». 2 жовтня 2022 року Лор'єнте відзначився забитим м'ячем у ворота «Салернітани».

## Виступи за збірну
У 2021 році Арман відіграв одну гру за молодіжну збірну Франції.

## Особисте життя
Лор'єнте народився у Франції, має гваделупське походження.

## Титули і досягнення

### Командні
Сассуоло
- Переможець Серії B: 2024–25[8]

### Особисті
- Найкращий бомбардир Серії B: 2024–25 (18 голів).